# Université Hacettepe
L'université Hacettepe est une université turque à Ankara. Elle est considérée la meilleure en Turquie pour ses facultés de médecine.
L'université dispose de deux campus, un dans la vieille ville qui abrite le centre médical et le campus Beytepe à 18 km du centre.

## Personnalités
- İoanna Kuçuradi, fondatrice du département de philosophie, dont elle assure la direction de 1969 à 2003.